# The Mysterious Outlaw
The Mysterious Outlaw é um filme norte-americano de 1917, do gênero faroeste, dirigido por Fred Kelsey, estrelado por Harry Carey e lançado pela Universal Pictures.

## Elenco
- Harry Carey
- William Steele - (como William Gettinger)
- Jane Bernoudy
- Elizabeth Janes